# 埋蔵文化財センター

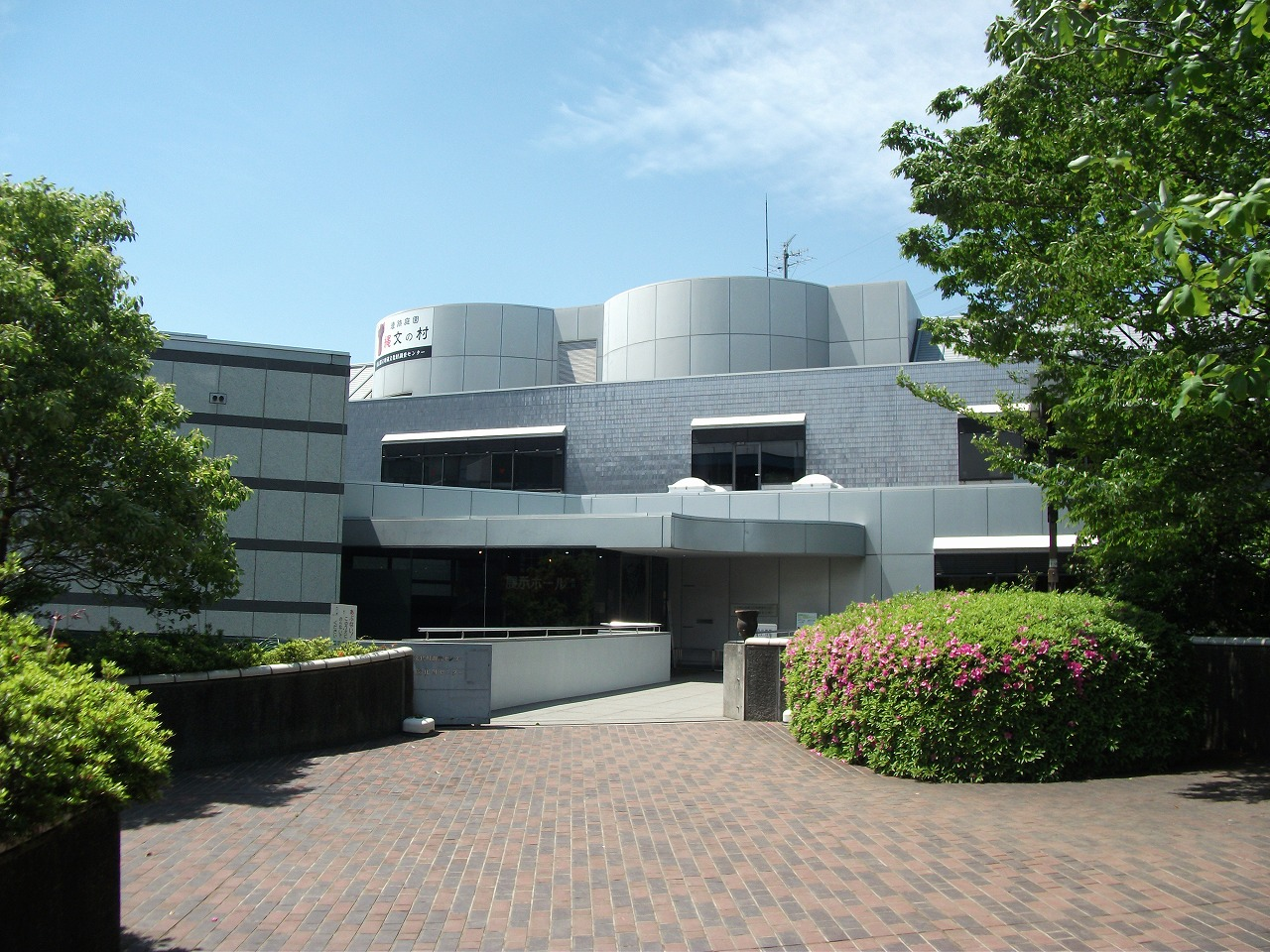
埋蔵文化財センターの例（東京都埋蔵文化財センター）

埋蔵文化財センター（まいぞうぶんかざいセンター）とは、地域内にある埋蔵文化財（＝遺跡）の発掘調査・研究・収蔵・展示などを行う公共機関。「埋文センター」と略されることもある。

## 概要
各都道府県や市町村などの地方自治体による直営、または外郭団体による委託によって運営される場合が多い。また、ほとんどの自治体で、教育委員会の文化財所管課が管理している。
名称は、自治体や組織形態、研究分野の範囲などによって様々で、「（県・市町村）埋蔵文化財センター」「（県・市町村）埋蔵文化財調査センター」「（県・市町村）文化財センター」などの揺れが見られるほか、「（県・市町村）埋蔵文化財センター」の次に愛称が付くものなどもある（例：八戸市埋蔵文化財センター 是川縄文館など）。

## 北海道地方

### 北海道
- 北海道立埋蔵文化財センター
- 札幌市埋蔵文化財センター
- 釧路市埋蔵文化財調査センター[1]

## 東北地方

### 青森県
- 青森県埋蔵文化財調査センター[2]
- 八戸市埋蔵文化財センター 是川縄文館
- 田舎館村埋蔵文化財センター[3]

### 山形県
- 山形県埋蔵文化財センター

## 関東地方

### 栃木県
- 栃木県埋蔵文化財調査センター[4]

### 埼玉県
- 所沢市立埋蔵文化財調査センター[5]

### 千葉県
- 千葉県教育振興財団文化財センター[6]
- 千葉市埋蔵文化財調査センター[7]
- 市原市埋蔵文化財調査センター[8]
- 鴨川市郷土資料館・文化財センター[9]
- 芝山町立芝山古墳・はにわ博物館[10]

### 東京都
- 東京都埋蔵文化財センター

### 神奈川県
- 神奈川県埋蔵文化財センター
- かながわ考古学財団[11]
- 横浜市埋蔵文化財センター

## 中部地方

### 新潟県
- 新潟県埋蔵文化財センター
- 新潟市文化財センター

### 富山県
- 富山県埋蔵文化財センター（富山市）
- 朝日町埋蔵文化財保存活用施設 まいぶんKAN（朝日町）
- 入善町郷土資料室（入善町）
- 魚津歴史民俗博物館（魚津市）
- 弓の里歴史文化館（上市町）
- 町歴史交流ステーション日なた（2021年4月1日移設オープン）[12]（立山町）
- 富山市埋蔵文化財センター（富山市）
- 富山市考古資料館（富山市）
- 射水市埋蔵文化財整理室・考古資料展示室（射水市）
- 高岡市埋蔵文化財センター（高岡市）
- 福岡歴史民俗資料館（高岡市）
- 氷見市文化財センター・氷見市立博物館（氷見市）
- 小矢部ふるさと歴史館（小矢部市）
- 桜町JOMONパーク 出土品展示棟（小矢部市） - 桜町遺跡内
- 砺波市埋蔵文化財センター（砺波市）
- 南砺市埋蔵文化財センター（南砺市） - 国史跡 高瀬遺跡史跡公園内

### 石川県
- 石川県埋蔵文化財センター[13]
- 金沢市埋蔵文化財収蔵庫[14]
- 小松市埋蔵文化財センター[15]
- 野々市市ふるさと歴史館（旧称 野々市町埋蔵文化財収蔵庫）[16]

### 福井県
- 福井県教育庁埋蔵文化財調査センター[17]
- 福井市文化財保護センター[18]
- 小浜市埋蔵文化財調査センター[19]

### 山梨県
- 山梨県埋蔵文化財センター[20]

### 長野県
- 長野県埋蔵文化財センター
- 長野市埋蔵文化財センター[21]

### 岐阜県
- 岐阜県文化財保護センター
- 高山市風土記の丘学習センター[22]
- 多治見市文化財保護センター
- 関市文化財保護センター
- 各務原市埋蔵文化財調査センター
- 大野町埋蔵文化財センター

### 静岡県
- 静岡県埋蔵文化財センター
- 静岡市埋蔵文化財センター
- 菊川市埋蔵文化財センター「どきどき」
- 磐田市埋蔵文化財センター
- 掛川市埋蔵文化財センター

### 愛知県
- 愛知県埋蔵文化財調査センター[23]
- 豊橋市文化財センター[24]
- 公益財団法人瀬戸市文化振興財団埋蔵文化財センター
- 安城市埋蔵文化財センター[25]

### 三重県
- 三重県埋蔵文化財センター[26]

## 近畿地方

### 滋賀県
- 大津市埋蔵文化財調査センター[27]
- 長浜市文化財保護センター[28]
- 滋賀県埋蔵文化財センター[29]

### 大阪府
- 高槻市立埋蔵文化財調査センター
- 古代史博物館・泉南市埋蔵文化財センター

### 兵庫県
- 神戸市埋蔵文化財センター
- 姫路市埋蔵文化財センター
- 朝来市埋蔵文化財センター 「古代あさご館」[30]
- たつの市立埋蔵文化財センター[31]

### 奈良県
- 奈良県立橿原考古学研究所[32]
- 奈良市埋蔵文化財調査センター[33]

## 中国地方

### 島根県
- 島根県埋蔵文化財調査センター[34]

### 岡山県
- 岡山県古代吉備文化財センター[35]
- 岡山市埋蔵文化財センター[36]
- 岡山大学埋蔵文化財調査研究センター[37]

## 四国地方

### 徳島県
- 徳島県立埋蔵文化財総合センター「レキシルとくしま」

### 高知県
- 高知県立埋蔵文化財センター

## 九州・沖縄地方

### 福岡県
- 福岡市埋蔵文化財センター
- 北九州市立埋蔵文化財センター（元・北九州市立考古博物館）[38]
- 久留米市埋蔵文化財センター[39]
- 小郡市埋蔵文化財調査センター「古代体験館おごおり」[40]

### 長崎県
- 長崎県埋蔵文化財センター
- 松浦市立埋蔵文化財センター

### 熊本県
- 熊本大学埋蔵文化財調査センター[41]

### 大分県
- 大分県立埋蔵文化財センター

### 宮崎県
- 宮崎県埋蔵文化財センター[42]

### 鹿児島県
- 鹿児島県立埋蔵文化財センター[43]

### 沖縄県
- 沖縄県立埋蔵文化財センター[44]